# Троекуров, Михаил Михайлович
Князь Михаил Михайлович Троекуров (ум. после 1567) — голова, воевода и наместник во времена правления Ивана IV Васильевича Грозного.
Из княжеского рода Троекуровы. Младший из четырёх сыновей князя Михаила Львовича по прозванию "Троекур", родоначальника княжеского рода Троекуровы. Рюрикович в XXI колене. Имел братьев, князей: боярина Ивана, бездетного Василия и близнеца (двойняшки) Семёна Михайловича.

## Биография
В 1533 году второй наместник на Двине. В 1535 году третий воевода войск правой руки в походе под Мстиславль и Оршу. В июле 1537 года князь Михаил Михайлович Троекуров служил вторым воеводой в Нижнем Новгороде, «за городом». В августе 1540 года — первый воевода в Елатьме. В 1541 году второй воевода войск правой руки во Владимире, а по "казанским вестям" велено ему идти в Нижний Новгород воеводою войск левой руки судовой рати. В 1543 году наместник в Путивле. В 1546 года — второй воевода в Калуге. В декабре 1548 года — сперва второй, а потом третий воевода в Муроме.
В январе 1550 года, во время второго похода царя Ивана Грозного на Казанское ханство, князь Михаил Троекуров служил приставом у московского ставленника — казанского хана Шигалея. В мае того же года командовал «по крымским вестем» сторожевым полком в Калуге. В 1553 года, «з Благовещеньва дни», был отправлен первым воеводой в Чернигов. В июле 1555 года упоминается среди голов государева полка «у царя и великого князя стану в сторожех» во время похода через Коломну в Тулу в связи с битвой русского авангарда с крымцами под Судбищами. В этом же году второй береговой воевода на реке Ока.
В 1556 году, «с Николина дни вешняго» — второй воевода в Свияжске, «в городе», а в 1557 году первый воевода там же. В марте 1558 году был назначен в сторожевой полк на Коломне вторым воеводой «по вестем». В 1559 году третий воевода в Муроме. В 1561 и 1564 года — третий воевода в Казани. В 1567 года находился на воеводстве в Торопце.

## Семья
От брака с неизвестной имел детей:
- Князь Троекуров Василий Михайлович — голова и воевода, бездетный.
- Князь Троекуров Фёдор Михайлович — боярин.
- Княжна Домна Михайловна (ум. 1583)  — супруга Шереметьева Ивана Васильевича, перед смертью приняла пострижение с именем Евникии, погребена в Новодевичьем монастыре.